# 守田利遠
守田 利遠（もりた としとう、1863年6月24日（文久3年5月9日） - 1936年（昭和11年）2月10日）は、日本の陸軍軍人。最終階級は陸軍少将。

## 履歴
筑前国早良郡鳥飼村（現福岡市鳥飼）で、福岡藩士・守田小六、クマ夫妻の長男として生まれる。高等小学校、陸軍幼年学校を経て、1886年（明治19年）6月25日、歩兵少尉に任官し、同月28日、陸軍士官学校（旧8期）を卒業し歩兵第13連隊小隊長に就任。
1892年（明治25年）3月、歩兵中尉に昇進。1895年（明治28年）1月から1896年（明治29年）6月まで日清戦争に出征した。1896年5月、参謀本部出仕となり、同年12月、歩兵大尉に進み、1897年（明治30年）10月から1900年（明治33年）10月まで清国に派遣され義和団の乱に対処した。1900年10月、参謀本部出仕となり、1902年（明治35年）5月から1906年（明治39年）4月まで参謀本部付として芝罘に駐在し偵察など情報収集任務に従事した。1904年（明治37年）12月、その功績により大山巌満州軍総司令官から個人感状を授与された。1905年（明治38年）9月、歩兵中佐に昇進し、1906年4月に帰国した。
1906年6月、参謀本部付となり、同年8月、関東都督府陸軍部付（長春特務機関長）に転じ、1909年（明治42年）5月、歩兵大佐に昇進。1910年（明治43年）11月、歩兵第60連隊長に就任。1912年（明治45年）2月、参謀本部付となり四平街に出張して第1次満蒙独立運動（満蒙挙事）に従軍した。同年9月、関東都督府陸軍部付（奉天特務機関長）となり、1915年（大正4年）2月、陸軍少将に進級と同時に予備役編入となった。

## 著作
- 編述『満洲地誌』丸善、1906年。
- 『北京籠城日記』石風社、2003年。

## 栄典
- 1886年（明治19年）11月27日 - 正八位[13]
- 1915年（大正4年）3月20日 - 従四位[14]